# San Estanislao (Bolívar)
Pour les articles homonymes, voir San Estanislao.
San Estanislao est une municipalité située dans le département de Bolívar, en Colombie.